# Közlekedés a Harry Potter-könyvekben
J.K. Rowling angol írónő Harry Potter-sorozatában a varázslók és boszorkányok által használt közlekedési eszközök és módok listája.

## Hétköznapi közlekedés
- Seprű: A leggyakoribb közlekedési eszköz. Konvencionális, ámde kényelmetlen módja az utazásnak. A felhőket ajánlatos repülés közben elkerülni, mert vizes lesz az ember.[1]
- Hop-por: Csillogó por, amelyet a kandalló tüzébe kell szórni, majd a smaragdzöld lángba lépve érthetően ki kell mondani az úticélt. A seprű mellett ez a másik leggyakoribb módja a közlekedésnek. Előnye, hogy gyors és nem a muglik szeme előtt történik (egyik varázslólakásból a másikba közvetlen utazást tesz lehetővé.) Feltételezhető, hogy akárcsak a minisztériumban, az Abszol úton is vannak nyilvános kandallók, amelyek mindenki számára elérhetőek. Utazás közben ajánlatos a szemet csukva tartani és a könyököt behúzni.[2] Csak olyan tűzhelyeknél működik, amelyek rá vannak kötve a Hop Rendszerfelügyelet által üzemeltetett Hop-hálózatra. Mugli kandallókat elvileg nem szabad közlekedésre használni.[3]
- Hoppanálás: Varázslat, amelyet csak jogosítvánnyal rendelkező nagykorú varázslók végezhetnek, amelynek hatására az illető eltűnik és felbukkan egy másik helyen. A jogosítvány nélküli hoppanálást a mágikus közlekedésügyi főosztály kemény pénzbírsággal bünteti.[4] Nem illik közvetlenül más mágusok otthonába hoppanálni, sem emberek közé, mert balesetveszélyes és megijesztheti az ott tartózkodókat. Akik hoppanálnak, rendszerint kietlen utcákba vagy sikátorokba érkeznek, onnan gyalog teszik meg az utat a célpontig.
- Kóbor Grimbusz: az útfélen rekedt boszorkányok és varázslók segélyjárata. Elképesztő sebességgel és stílusban közlekedik, képes az alakját akár a benne ülőkkel együtt úgy formázni, hogy elférjen két, egymáshoz viszonylag közel haladó autóbusz közt is.[5]
- Zsupsz-kulcs: Bűvös eljárással átalakított tárgy, amelynek segítségével egyidejűleg tetszőleges számú személy szállítható. A tárgy megfogásával a szállítás azonnal elkezdődik, tehát az együtt utazóknak egyszerre kell megfogniuk. A tárgy bármi lehet, de annak érdekében, hogy a muglik ne használják véletlenül, célszerű valamilyen csekély értékű, rossz minőségű tárgyat használni.[6] Ritkábban használt utazási eszköz, ugyanis a használatához előzetes regisztráció szükséges. A minisztérium bünteti az engedély nélküli zsupsz-kulcsok használatát. A regisztrálatlan zsupszkulcsok használata életveszélyes is lehet.[7]
- Roxfort expressz: piros gőzmozdony vontatta vonat, amely a tanulókat szállítja a Roxfortba és vissza. A londoni King's Cross pályaudvaron a kilenc és háromnegyedik vágányról indul.[8] Rajongói teóriák szerint más elrejtett vágányok is vannak a pályaudvaron, amelyek külföldi varázslófalvakba szállítják az utazókat.

## Különleges utazási módszerek
- Csille: a Gringotts bank földalatti járataiban keskeny nyomtávú sínpáron vezető nélkül közlekedik, úgy tűnik, hogy magától tudja az utat.[9]
- Repülő autó: Nem szokványos közlekedési eszköz, mert a mugli eredetű tárgyak megbűvölése tilos, ennek ellenére Arthur Weasley tulajdonában volt egy repülő Ford, amely többször is fontos szerepet játszott a cselekmény alakulásában[10]
- Repülő hintó: Ház nagyságú, halványkék lovaskocsi. Ezzel érkeznek a Beauxbatons Mágusakadémia tanulói Roxfortba. A hintót elefánt méretű, aranysárga szárnyas lovak húzzák, amelyek kizárólag whiskyt isznak.[11]
- Repülő motorkerékpár: eredetileg Sirius Black tulajdona volt, ő adta kölcsön Rubeus Hagridnak, hogy ezzel szállítsa biztonságos helyre a kis Harryt.[12]
- Repülő szőnyeg: a történet idején a Tárgybűvölésügyi Ellenőrző és Nyilvántartó Hivatal a szőnyeget bűvölésre alkalmatlan mugli iparcikknek minősítette, ezért az importját nem engedélyezték. Néhány generációval korábban azonban családi járműként használták.[13]
- Volt-nincs szekrény: A hatodik részben Draco Malfoy ezzel juttat halálfalókat a Roxfortba.

## Mágikus állatok hátán történő utazás
- Főnixmadár: a 2. részben Harry és barátai Fawkes arany farktollaiba kapaszkodva jutnak vissza az iskolába.[14]
- Hippogriff: Félig ló, félig madár alakú teremtmény, nagyon önérzetes lény, de udvarias embereknek megengedi, hogy a hátára üljenek.[5]
- Thesztrál: Szárnyas csontváz-lovak, amelyek fiákert húznak. Csak azok a varázslók látják őket, akik már láttak valakit meghalni, a többiek számára a fiáker önjárónak tűnik.[15]